# 1612 год в литературе

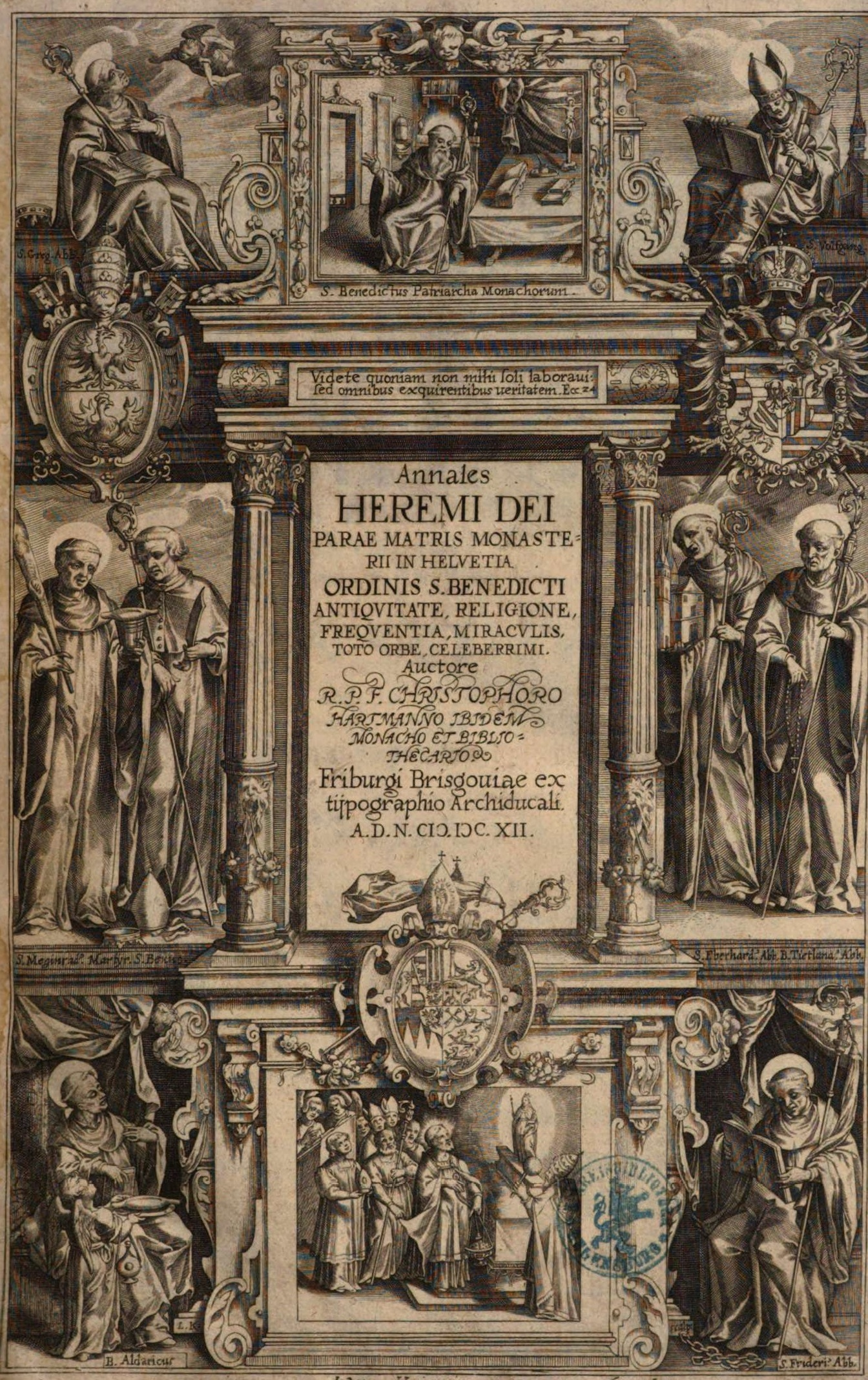
Титульный лист анналов Хартманна об монастыре Айнзидельн

## События
- В Лейпциге под руководством профессора Иеронима Мегисера издаётся первая в мире книга на татарском языке.
- Опубликованный Академией делла Круска «Vocabolario degli Accademici della Crusca» стал первым словарём итальянского языка и послужил в качестве лексикографического образца для французского, испанского, немецкого и английского языков.
- Станиславом Жолкевским написаны мемуары «Начало и ход московской войны».

## Книги и пьесы
- Поэт Джон Дэвис издал «A Discoverie if the True Causes why Ireland was never Entirely Subdued until the Beginning of His Majestie’s happy RaigneA Discoverie if the True Causes why Ireland was never Entirely Subdued until the Beginning of His Majestie’s happy Raigne».
- Опубликована пьеса «Женщина-флюгер» (A Woman’s a Weathercock) Натана Филда.
- Издана пьеса Джона Уэбстера «Белый дьявол».
- Авраам Порталеоне издал энциклопедический труд по еврейской археологии «Шилте га-Гибборим».
- Издано «Развитие души» Джона Донна.
- Английский путешественник Роберт Коверт опубликовал книгу о своих многочисленных путешествий (A true and almost incredible report of an Englishman, that (being cast away in the good ship called the Assention in Cambaya, the farthest part of the East Indies) travelled by land through many unknown kingdomes, and great cities : with a particular description of all those kingdoms, cities, and people : as also a relation of their commodities and manner of traffique, and at what seasons of the year they are most in use : faithfully related : with a discovery of a Great Emperour called the Great Mogoll, a a prince not till now known to our English nation / by captaine Robert Coverte. - Printed by William Hall, for Thomas Archer and Richard Redmer, 1612. - 115 с.).

## Родились
- 7 февраля — Томас Киллигрю, английский драматург (умер в 1683).
- 8 февраля — Сэмюэл Батлер, английский поэт-сатирик (умер в 1680).
- 16 февраля — Антуан Арно (сын), французский теолог, автор сочинений изданных в 45-ти томах в Лозанне в 1775—1783 гг. и учебника «Логика, или Искусство мыслить» (известная как «Логика Пор-Рояля») (умер в 1694).
- 4 марта — Ян Вос, нидерландский драматург и поэт (умер в 1667).
- 6 мая — Якуб Михаловский, польский мемуарист и библиофил (умер в 1663).
- 1 сентября — Никола Шорье, французский историк и писатель; автор эротического романа (умер в 1692).
- 6 октября — Людовико Мараччи, итальянский востоковед, богослов, переводчик. Автор перевода Корана на латинский язык с параллельным арабским текстом и комментариями в двух томах под названием «Alcorani Textus Universus Arabice et Latine» (умер в 1700).
- 1 декабря — Николаус Аванцинус, австрийский драматург, писатель-аскет, поэт (умер в 1686).

## Без точной даты
- Асаи Рёи, японский буддийский священник, поэт и писатель, переводчик (умер в 1691).
- Анна Брэдстрит, первая американская поэтесса (умерла в 1672).
- Ричард Крэшо, английский поэт (умер в 1649).
- Куньцань, китайский художник, каллиграф, литератор (умер ок. 1682).
- Лукаш Опалинский, польский поэт, публицист, сатирик и теоретик литературы (умер в 1662).
- Тэндзику Токубэй, японский искатель приключений, писатель и путешественник (умер ок. 1692).

## Скончались
- 4 января — Хендрик Лауренс Спигел, нидерландский писатель, мыслитель (родился в 1549).
- 11 января — Мухаммад Кули Кутб-шах, султан Голкондыи, выдающийся поэт (родился в 1565).
- 30 января — Станислав Гроховский, польский священнослужитель, поэт и переводчик (родился в 1542).
- 13 апреля — Ян Красинский, польский писатель (родился в 1550).
- 7 июня — Коноэ Сакихиса, японский поэт, знаток японской и китайской классики (родился в 1536).
- 15 сентября — Марк Быджовский, чешский историк, писатель (родился в 1540).
- 27 сентября — Пётр Скарга, польский писатель (родился в 1536).
- 30 сентября — Эрколе Боттригари, итальянский гуманист, поэт и композитор (родился в 1531).
- 7 октября — Баттиста Гуарини, итальянский поэт (родился в 1538).
- 20 ноября — Джон Харингтон, английский поэт (родился в 1560).
- 23 ноября — Элизабет Джейн Уэстон, англо-чешская поэтесса (родилась в 1581).

## Без точной даты
- Джон Джерард, английский научный писатель (родился в 1545).
- Вацлав Диаментовский, польский хронист, писатель (родился ок. 1532).
- Каролидес, чешский поэт (родился в 1569).
- Хуан де ла Куэва, испанский поэт и драматург (родился в 1550).
- Авраам Порталеоне, итальянский медик, автор энциклопедического труда по еврейской археологии «Шилте га-Гибборим»